# Diego Hernández
Diego Alí Hernández Carrasquel (né le 21 février 1995 à Zaraza dans l'État de Guárico) est un athlète vénézuélien, spécialiste du saut en longueur.
Son record personnel est de 7,82 m obtenu à Caracas le 19 septembre 2013. Il bat dans l'absolu cette mesure, avec un vent très légèrement favorable de 2,2 m/s, en juin 2015 pour remporter la médaille d'argent des Championnats d'Amérique du Sud d'athlétisme de Lima en 7,91 m, étant battu par Emiliano Lasa en 8,09 m.